# Chim cổ vàng

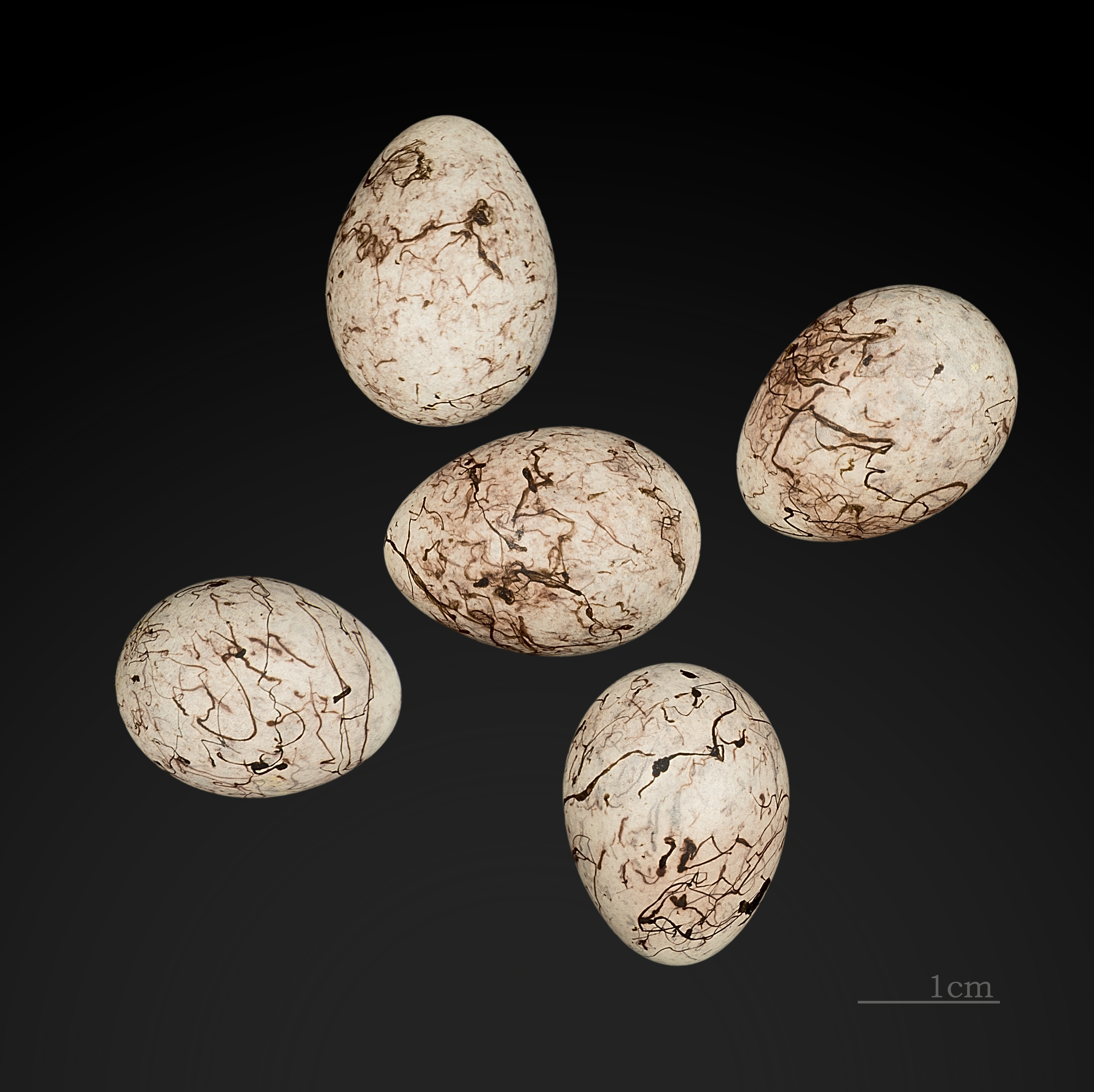
Emberiza citrinella

Chim cổ vàng (Emberiza citrinella) là một loài chim sẻ trong họ Emberizidae. Đây là loài bản địa lục địa Á-Âu, được du nhập đến New Zealand, Úc, quần đảo Falkland, và Nam Phi. Hầu hết quần thể ở châu Âu vẫn ở lại trong phạm vi sinh sản quanh năm, nhưng các phân loài phía đông thì di cư một phần, thường sẽ trú đông ở phía nam. Chim trống có lông đầu màu vàng nhạt, lông lưng màu nâu sẫm, lông đùi màu hạt dẻ, và toàn bộ phần dưới màu vàng. Phần lông ở bộ phận khác có màu vàng nhạt hơn. Loài chim này rất phổ biến ở các khu vực thoáng với cây bụi hoặc cây thân gỗ, và tụ tậl thành đàn nhỏ trong mùa đông. Tiếng hót của chúng có tiết tấu như câu "A little bit of bread and no cheese" (một ít bánh mì và đừng bỏ phô mai). Tiếng hót rất giống với họ hàng gần của chúng, sẻ đất thông, loài đã lai giống với chúng.
Thời gian sinh sản thường bắt đầu vào tháng 4 và tháng 5, chúng xây tổ hình chiếc bát ở vị trí kín đáo trên hoặc gần mặt đất. Mỗi tổ có từ ba đến năm quả trứng có hình hoa văn màu nâu sẫm. Chim mái ấp trứng trong 12–14 ngày thì nở, và chim con được nuôi 11–13 ngày thì đủ lông đủ cánh. Cả chim bố và chim mẹ đều nuôi chim con trong tổ và thường có hai hoặc ba lứa con mỗi năm. Tổ có thể bị các loài gặm nhấm hoặc quạ tấn công, và các loài chim săn mồi là mối đe dọa đối với chim trưởng thành. Loài chim này kiếm ăn trên mặt đất, thường đi thành đàn ngoài mùa sinh sản. Chế độ ăn chủ yếu là hạt, bổ sung động vật không xương sống trong mùa sinh sản. Những thay đổi cách thức canh tác nông nghiệp dẫn đến sự sụt giảm số lượng ở Tây Âu, nhưng phạm vi phân bố rộng với lượng cá thể lớn khiến loài được Liên minh Bảo tồn Thiên nhiên Quốc tế (IUCN) xếp vào danh sách loài ít quan tâm.
Loài chim này là nguồn cảm hứng cho những bài thơ của Robbie Burns và John Clare, và tiếng hót đặc trưng của chúng đã ảnh hưởng đến các tác phẩm âm nhạc của Beethoven và Messiaen. Nhà văn trẻ Enid Blyton đã giúp phổ biến tiêu chuẩn tiếng Anh đại diện cho tiếng hót loài chim này.

## Hình ảnh

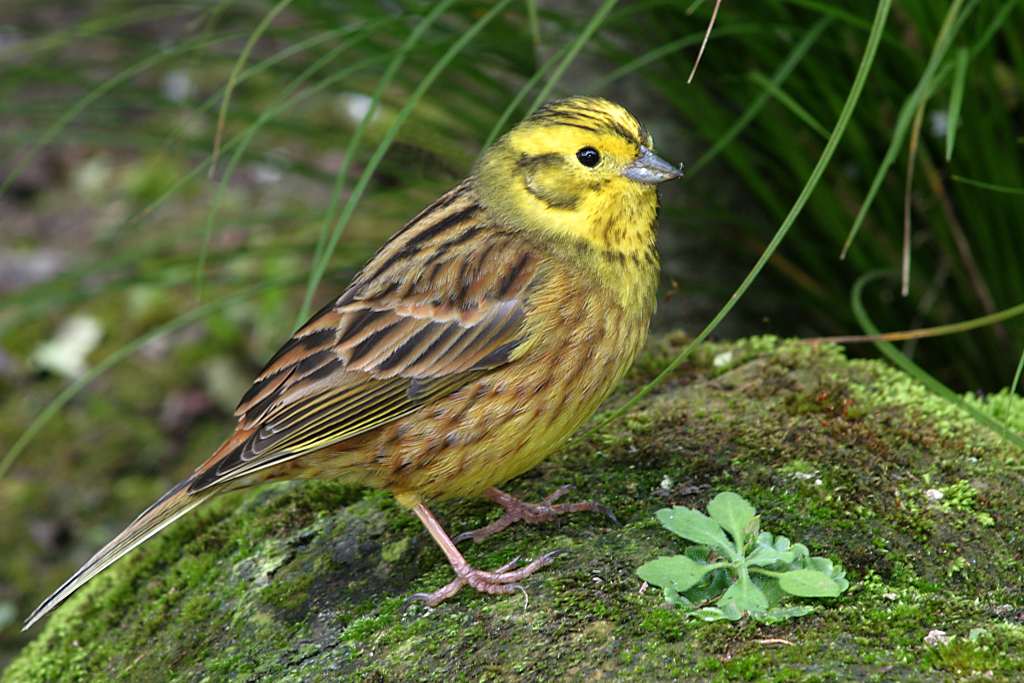
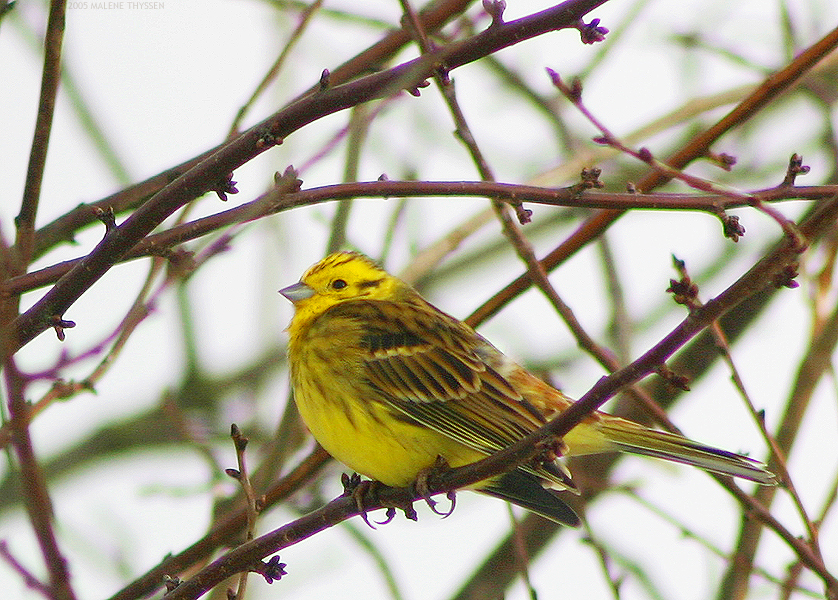
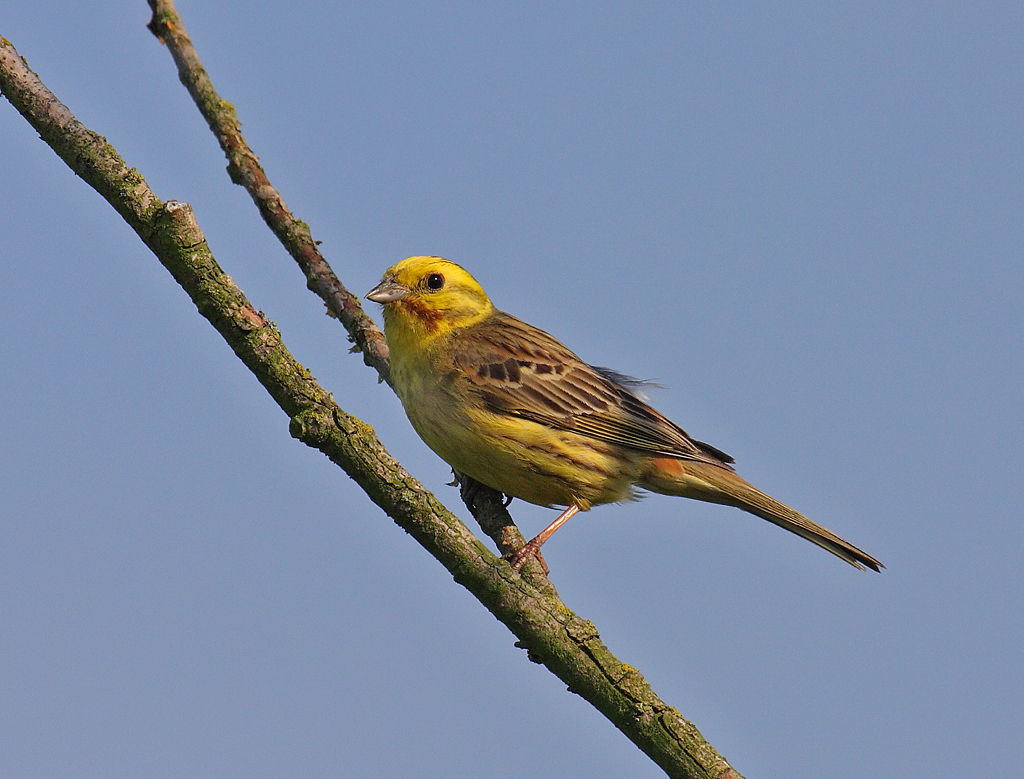
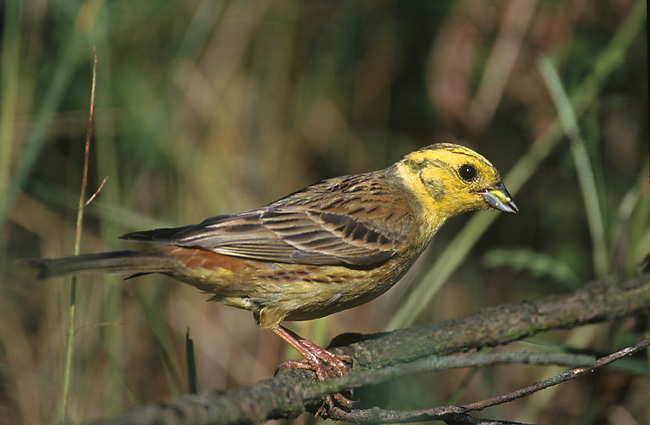

- Emberiza citrinella